# Taevaskoja
Koordinaten: 58° 6′ N, 27° 2′ O
Taevaskoja (südestnisch Taivaskua; beide „Himmelsheim“) ist ein Dorf in der Landgemeinde Põlva im Kreis Põlva in Estland.
Das Dorf hat 89 Einwohner (Stand 31. Dezember 2011). In Taevaskoja gibt es am Ufer des Flusses Ahja devonischen Sandstein.

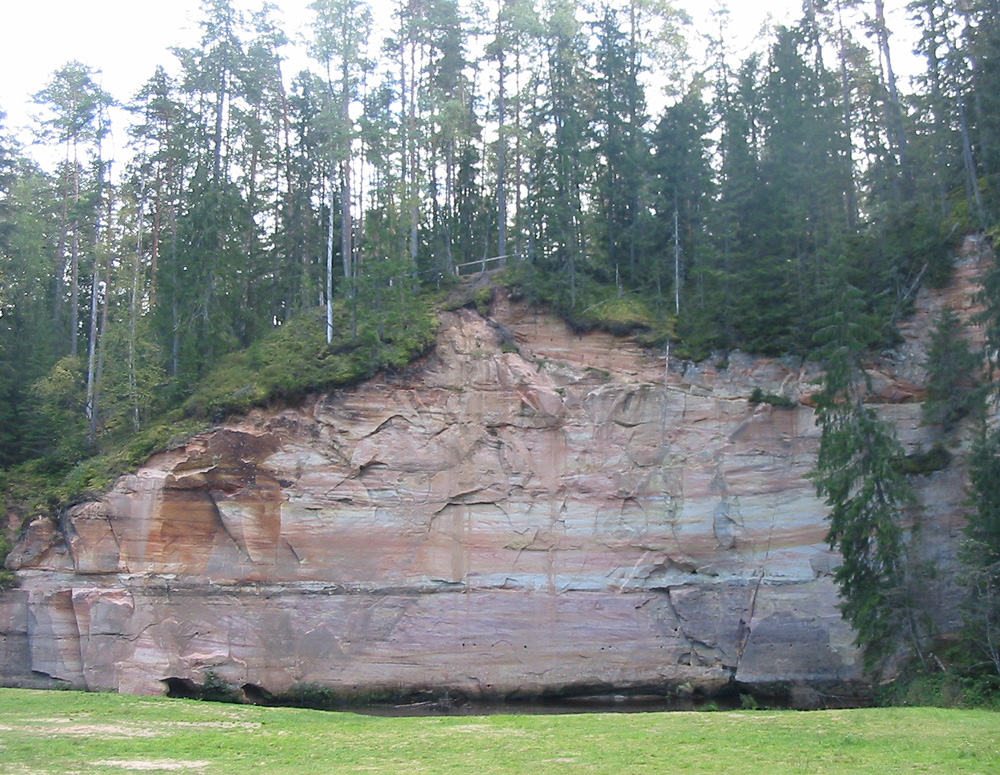
Suur Taevaskoda – Großes Himmelsheim
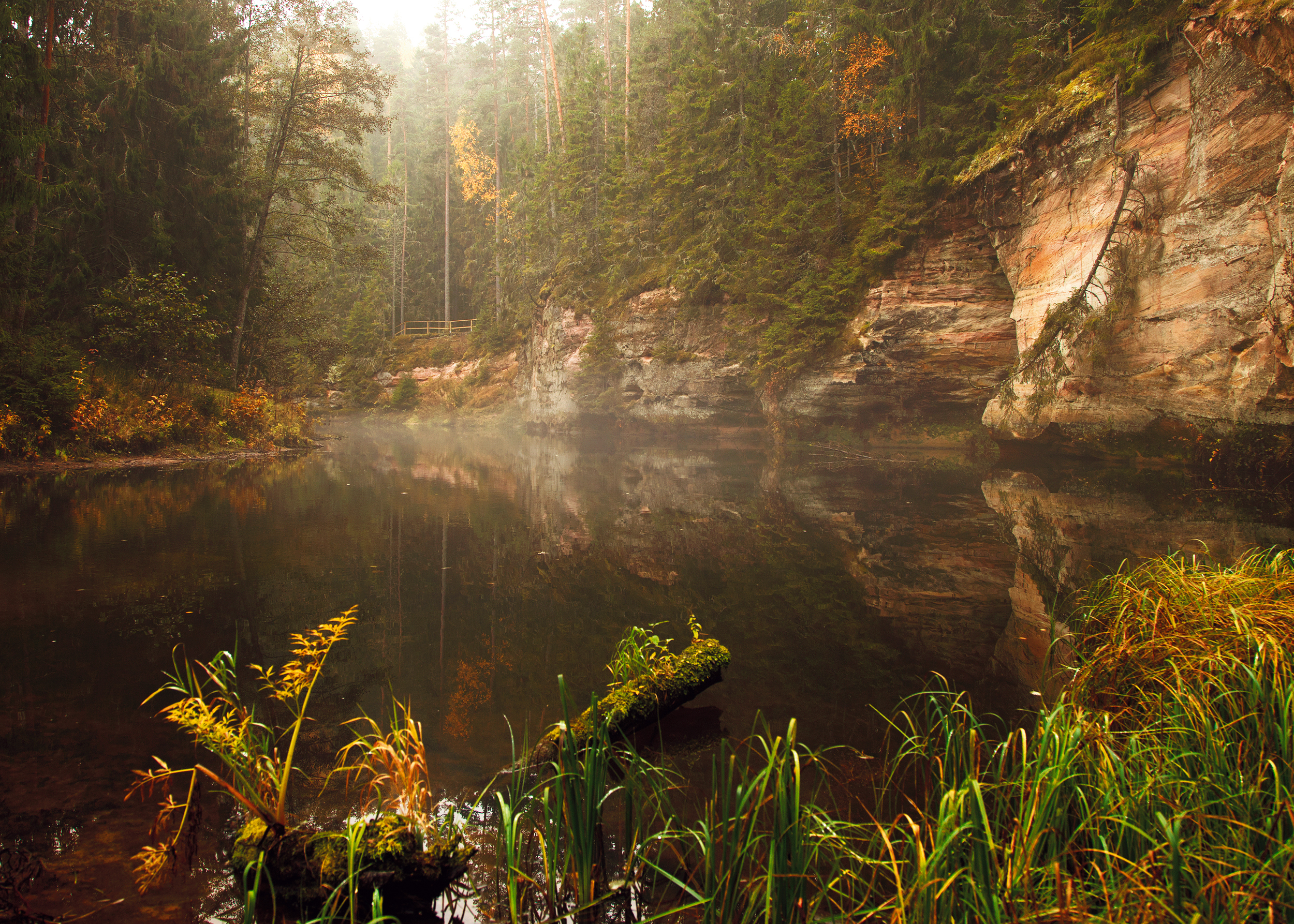
Väike Taevaskoda – Kleines Himmelsheim